# مقبس 478
مقبس 478 (بالإنجليزية: Socket 478) وهو وصلة لوحدات المعالجة المركزية أنتجته شركة إنتل لوحداتها من نوع بنتيوم 4 وسيليرون من طراز نورثود (Northwood) و أولى وحدات بنتيوم 4 من طراز بريسكوت (Prescott) و بعض من وحدات بنتيوم 4 و سيليرون من طراز ويلاميت (Willamette). بالإضافة إلى بعض وحدات سيليرون دي منطراز بريسكوت (Prescott) وأوائل وحدات بنتيوم 4 إكستريم إديشون التي تحتوي على 2 ميقابايت أل 3 كاتش. وتم إطلاق السلسلة مع الوحدا من طراز نورثود لتتنافس مع مقبس إي من شركة إي أم دي و وحداتها آثلون إكس بي. وهو كان بديل لمقبس 423 الذي إستُخدم لفترة قصيرة.
وكانت لوحات الأم المستخدم لهذا المقبس تستعمل ذاكرة الوصول العشوائية من نوع دي دي آر-إس دي رام وأر دي رام. ولكن معظمها كان يستخدم دي دي آر. وكانت أول اللوحات الأم الداعمة لهذا المقبس تستخدم أر دي رام, ولكان كانت غالية على المستهلك، مما أدى في نهاية المطاف إلى استخدام دي دي آر-إس دي رام. ولاحقا تم استخدام نظام دي دي آر-أس دي رام ثنائي القنات.
وهذا المقبس كان يدعم معدل نقل بيانات رباعي مما أمن سرعة 400 MT/s لسرعة 100 هرتز أي 3.2 GB/s. وفي وقتها لم يكن هناك أي ذاكرة وصول عشوائية من نوع إس دس رام باستطاعتها أن تستفيد من هذه السرعة، ولذالك قامت شركة إنتل بمحاولة استخدام أر دي رام والذي كان غاليا على المستهلك، مما أدى إلى تركه.